# Pepijn Aardewijn
Pepijn Aardewijn (Ámsterdam, 15 de junio de 1970) es un deportista neerlandés que compitió en remo. Su esposa, Kirsten van der Kolk, compitió en el mismo deporte.
Participó en dos Juegos Olímpicos de Verano, en los años 1996 y 2000, obteniendo una medalla de plata en Atlanta 1996, en la prueba de doble scull ligero. Ganó dos medallas en el Campeonato Mundial de Remo, en los años 1992 y 1993.

## Palmarés internacional
| Juegos Olímpicos   | Juegos Olímpicos         | Juegos Olímpicos  | Juegos Olímpicos        |
| Año                | Lugar                    | Medalla           | Prueba                  |
| ------------------ | ------------------------ | ----------------- | ----------------------- |
| 1996               | Atlanta (Estados Unidos) | Medalla de plata  | Doble scull ligero      |
| Campeonato Mundial |                          |                   |                         |
| Año                | Lugar                    | Medalla           | Prueba                  |
| 1992               | Montreal (Canadá)        | Medalla de plata  | Scull individual ligero |
| 1993               | Račice (República Checa) | Medalla de bronce | Scull individual ligero |